# Collisione aerea di Gatow
Il disastro aereo di Gatow del 1948 fu una collisione in volo nello spazio aereo sopra Berlino, Germania, avvenuta il 5 aprile, scatenando un incidente internazionale. Un aereo di linea Vickers VC.1B Viking della British European Airways (BEA) si è schiantato vicino alla base aerea della RAF Gatow, dopo essere stato colpito da un aereo da caccia Yakovlev Yak-3 dell'aeronautica sovietica. Tutti i dieci passeggeri e i quattro membri dell'equipaggio a bordo del Viking morirono, così come il pilota sovietico. Il disastro provocò situazione di stallo diplomatica tra il Regno Unito e gli Stati Uniti da un lato, e l’Unione Sovietica dall’altro, e intensificò la sfiducia che portò al Blocco di Berlino nei primi anni della Guerra Fredda.

## Antefatto storico
Lo sfondo storico del disastro aereo è stato l’intensificarsi dello scontro sul futuro di Berlino e della Germania. Alla fine della Seconda Guerra Mondiale, le potenze alleate decisero di dividere e occupare la Germania, compresa la capitale Berlino. Attraverso una serie di accordi si decise di dividere la Germania e Berlino in quattro settori; gli americani, gli inglesi e i francesi si divisero la metà occidentale di Berlino, mentre i sovietici occuparono Berlino Est. La divisione della Germania pose Berlino ben all'interno della zona di occupazione sovietica e i rifornimenti a Berlino Ovest dovevano essere portati via terra o via aerea dalle zone americane, britanniche e francesi nella metà occidentale della Germania. La Germania era governata congiuntamente dagli alleati in tempo di guerra attraverso un Consiglio di controllo alleato, che si riuniva periodicamente per coordinare gli eventi e discutere il futuro della Germania; mentre Berlino era governata congiuntamente dalla Kommandatura alleata.
Nel 1947, iniziò a svilupparsi un teso braccio di ferro diplomatico e militare tra Stati Uniti, Regno Unito e Unione Sovietica sul futuro della Germania. Gli americani e gli alleati dell’Europa occidentale volevano includere i settori della Germania da loro controllati nel Piano Marshall, un piano economico per ricostruire l’Europa dopo la devastazione della guerra. I sovietici percepirono il Piano Marshall come il fondamento di un'alleanza antisovietica e fecero pressioni su americani, britannici e francesi affinché facessero marcia indietro. Il 20 marzo 1948 il rappresentante sovietico abbandonò la riunione del Consiglio di controllo alleato e il 31 marzo 1948 il Congresso degli Stati Uniti approvò il finanziamento del Piano Marshall. Le truppe sovietiche iniziarono allora a bloccare il corridoio che portava i rifornimenti dalle zone occidentali della Germania a Berlino Ovest. In risposta, un numero crescente di aerei portò rifornimenti per via aerea dalla Germania occidentale all'Aeroporto di Tempelhof nel settore americano e all'Aeroporto di Gatow nel settore britannico di Berlino. Allo stesso tempo, gli aerei militari sovietici iniziarono a violare lo spazio aereo di Berlino Ovest e a disturbare (o ciò che i militari chiamavano "ronzio") i voli in entrata e in uscita da Berlino Ovest. Nonostante il pericolo di volare in tali condizioni, gli aerei civili continuarono a volare dentro e fuori Berlino.

## Dettagli del volo
L'aereo coinvolto nell'incidente era un Vickers 610 Viking 1B con sigla G-AIVP; e aveva volato per la prima volta nel 1947. Il volo BEA aveva un equipaggio di quattro membri, tutti ex membri della Royal Air Force. A bordo c'erano dieci passeggeri, la maggior parte dei quali britannici.

## Lo schianto
Nei giorni precedenti l'incidente gli aerei militari sovietici avevano ronzato sugli aerei passeggeri americani e britannici mentre attraversavano le zone occidentali della città. Il Viking era su un volo commerciale di linea da Londra via Amburgo alla RAF Gatow nel settore britannico di Berlino. Verso le 14:30, mentre il Viking si trovava nell'area di sicurezza dell'aeroporto in fase di livellamento per atterrare, uno Yak-3 sovietico si avvicinò da dietro. Testimoni oculari hanno testimoniato che quando il Viking ha effettuato una virata a sinistra prima di avvicinarsi alla terra, il caccia si è tuffato sotto di esso, si è arrampicato bruscamente e ha tagliato l'ala sinistra dell'aereo di linea con la sua ala di tribordo. L'impatto strappò entrambe le ali in collisione e il Viking si schiantò all'interno del settore sovietico, a Hahneberg, Staaken, appena fuori dal settore britannico (circa 2,5 miglia (4,0 km) a nord-ovest di Gatow), ed esplose. Lo Yak-3 si è schiantato vicino a una fattoria sulla Heerstrasse, appena all'interno del settore britannico. Tutti gli occupanti di entrambi gli aerei morirono nell'impatto.
È stato anche testimoniato che il pilota dello Yak stava facendo acrobazie prima dell'incidente; l'aeronautica militare sovietica non aveva informato i controllori del traffico aereo della Royal Air Force a Gatow della sua presenza. Affermarono che il caccia stava atterrando a Dallgow, una vicina base aerea sovietica (anche se l'esame dei rottami mostrò che il carrello era ancora bloccato, quindi questo era improbabile).
Gli investigatori alleati conclusero in seguito che "la collisione fu causata dall'azione del caccia Yak, che non rispettava le regole di volo accettate e, in particolare, le regole di volo quadripartite di cui erano parti le autorità sovietiche".

## Conseguenze
Inizialmente si credeva che l'incidente potesse essere stato intenzionale da parte del pilota sovietico. Il generale Sir Brian Robertson, governatore militare britannico della Germania, si recò immediatamente dal suo omologo sovietico, il maresciallo Vasily Sokolovsky, per protestare. Sokolovsky espresse il suo rammarico per l'incidente e assicurò a Robertson che non era intenzionale, cosa che Robertson sembra aver creduto; in ogni caso, annullò il suo precedente ordine di fornire protezione da caccia a tutti gli aerei da trasporto britannici in entrata o in partenza da Gatow (le autorità americane avevano emesso un ordine simile, e anche loro lo annullarono).
Il Ministero degli Esteri britannico ha rilasciato una dichiarazione secondo cui "a Londra l'incidente aereo di oggi a Berlino è considerato molto serio". Inoltre, i funzionari britannici ritenevano che il pilota sovietico avesse l'ordine di comportarsi in modo provocatorio.
Ci furono anche alcune controversie riguardo alle azioni dei sovietici immediatamente dopo lo schianto. Autopompe e ambulanze della RAF furono inviate da Gatow al luogo dell'incidente del Viking e, sebbene inizialmente autorizzate a entrare nella zona sovietica, in seguito fu loro chiesto di andarsene. Pochi minuti dopo lo schianto, i soldati sovietici entrarono nella zona britannica e istituirono un cordone attorno al combattente precipitato. Il maggiore generale Herbert, comandante britannico di Berlino, arrivò e chiese loro di andarsene, ma l'ufficiale in carica rifiutò. Un ufficiale anziano arrivò più tardi e acconsentì alla rimozione di tutte le guardie tranne una, permettendo in cambio che una guardia britannica fosse posizionata sul relitto del Viking.

## Indagini
Il 10 aprile fu istituita una commissione d'inchiesta anglo-sovietica. Il rappresentante sovietico, il maggiore generale Alexandrov, si rifiutò di ascoltare le testimonianze di testimoni tedeschi o americani, sostenendo che solo le prove britanniche e sovietiche erano rilevanti e in ogni caso quelle tedesche erano inaffidabili. Il 13 aprile gli inglesi hanno concluso il procedimento affermando di non poter procedere su questa base.
Successivamente una corte d'inchiesta britannica fu convocata dal generale Robertson e tenutasi a Berlino dal 14 al 16 aprile. Ciò ha rilevato che l'incidente è stato accidentale, che la colpa dell'incidente è stata interamente imputabile al pilota sovietico e che il capitano John Ralph e il primo ufficiale Norman Merrington DFC della BEA non erano minimamente responsabili dell'incidente. Tuttavia, i sovietici annunciarono che la colpa era tutta dell'aereo britannico, che emerse dalle nuvole basse e si schiantò contro il caccia. L'inchiesta britannica apprese che il Viking stava volando a 457 m (1.500 piedi), ben al di sotto della base nuvolosa di 914 m (3.000 piedi).